# Stiftung Lesen
Die Stiftung Lesen ist eine deutsche Stiftung aus Mainz, die zur Förderung von Lese- und Medienkompetenz gegründet wurde. Sie besteht seit 1988 und geht auf eine gemeinsame Initiative des Medienunternehmers Reinhard Mohn und des damaligen Bundeskanzlers Helmut Kohl zurück.

## Ziele und Zweck
Die Stiftung Lesen fördert Lesekompetenz und Zugänge zum Lesen für alle Alters- und Bevölkerungsgruppen in allen Medien. Als operative und bundesweit tätige Stiftung führt sie in enger Zusammenarbeit mit Partnern – Bundes- und Landesministerien, wissenschaftlichen Einrichtungen, Stiftungen, Verbänden und Unternehmen – Forschungs- und Modellprojekte sowie breitenwirksame Programme durch. Dabei geht sie von einer Gleichwertigkeit aller Lese- und Hörmedien aus. In einer multimedialen Welt sind Bücher, Zeitschriften, Zeitungen, Internet, Filme und Hörmedien miteinander verbunden und verweisen aufeinander.
Die Stiftung Lesen steht unter der Schirmherrschaft des jeweiligen Bundespräsidenten und finanziert sich größtenteils aus Zuwendungen der Stifterratsmitglieder und Spender sowie Geldern der öffentlichen Hand, die in die Projekt- und Programmarbeit fließen.

## Programme und Projekte
Neben Forschungs- und Modellprojekten für Bund und Länder liegt der Schwerpunkt der Arbeit der Stiftung Lesen auf breitenwirksamen Projekten. Die Programme und Projekte richten sich dabei an unterschiedlichste Zielgruppen und Altersstufen wie beispielsweise Familie, Kita, Schule sowie außerschulische Leseförderung. Zu den großen Initiativen und Programmen der Stiftung Lesen gehören unter anderem der Bundesweite Vorlesetag, der Welttag des Buches sowie das bundesweite frühkindliche Leseförderprogramm „Lesestart 1-2-3“.

### Bundesweiter Vorlesetag
Der Bundesweite Vorlesetag wird seit 2004 jedes Jahr im November veranstaltet. Er ist eine gemeinsame Initiative von Die Zeit, Stiftung Lesen und Deutsche Bahn Stiftung. Jeder, der Spaß am Vorlesen hat, liest an diesem Tag anderen zum Beispiel in Schulen, Kindergärten, Bibliotheken oder Buchhandlungen vor. 2023 nahmen am Bundesweiten Vorlesetag über eine Million Vorlesende teil, darunter auch zahlreiche Politiker und Prominente.

### Welttag des Buches
Die Stiftung Lesen begleitet den UNESCO-Welttag des Buches am 23. April mit zahlreichen Veranstaltungen und Aktionen. Im Mittelpunkt der Welttags-Aktionen steht die Initiative „Ich schenk dir eine Geschichte“ von Stiftung Lesen, Börsenverein des Deutschen Buchhandels, cbj Kinderbücher Verlag, Deutsche Post AG sowie dem ZDF.
Das Verschenkbuch zum Welttag des Buches aus der Reihe „Ich schenk dir eine Geschichte“ erscheint mit einer jährlichen Auflage von 1,2 Millionen Exemplaren. Damit ist es die größte Erstauflage eines Kinder- und Jugendbuches in Deutschland. Über 1 Mio. Kinder der Klassenstufen 4 und 5 erhielten 2019 das Welttags-Buch über eine Buch-Gutschein-Aktion kostenlos in teilnehmenden Buchhandlungen vor Ort. Ziel der Initiative ist es, Kinder mit Geschichten, die ihre Interessen widerspiegeln, für das Lesen zu begeistern und so ihre Lesekompetenz zu stärken.

### Lesestart 1-2-3
„Lesestart 1-2-3“ ist ein bundesweites frühkindliches Leseförderprogramm, das vom Bundesministerium für Bildung und Forschung finanziert und seit Ende 2019 von der Stiftung Lesen durchgeführt wird. Im Rahmen des Programms erhalten Eltern dreimal ein Lesestart-Set mit Alltagstipps rund ums Vorlesen und einem Buchgeschenk für ihre Kinder, wenn diese ein, zwei und drei Jahre alt sind. Begleitet wird Lesestart außerdem von zahlreichen Aktionen und Veranstaltungen am Ort.
Die ersten beiden Sets erhalten die Eltern bei den U-Vorsorgeuntersuchungen in Kinderarztpraxen, das dritte geben teilnehmende Bibliotheken aus. Das Programm ist der Nachfolger von „Lesestart – Drei Meilensteine für das Lesen“. Es wurde von 2011 bis Mitte 2019 von der Stiftung Lesen durchgeführt. Während dieses Zeitraums wurden insgesamt rund 4,5 Millionen Lesestart-Sets an Eltern und ihre Kinder übergeben.

## Geschäftsführung
- Jörg F. Maas, Hauptgeschäftsführer
- Sabine Uehlein, Geschäftsführerin Programme

## Gremien und Netzwerke
Zu den Gremien der Stiftung Lesen zählen der Vorstand, der Stifterrat und der Stiftungsrat. Ein Kuratorium, eine wissenschaftliche Beratergruppe und ein Qualitätsbeirat stehen der Stiftung Lesen beratend zur Seite. Die Geschäftsführung liegt in den Händen des Hauptgeschäftsführers, des Kaufmännischen Geschäftsführers und der Geschäftsführerin Programme und Projekte.

### Vorstand
| - Thomas Rathnow, Vorsitzender; Penguin Random House Verlagsgruppe - Susanne Lin-Klitzing, stellvertretende Vorsitzende; Bundesvorsitzende, Deutscher Philologenverband e. V. - Tina Betzold, Geschäftsführerin, Arnulf Betzold - Johannes Ebert, Generalsekretär, Goethe-Institut e. V. - Katja Kipping, Geschäftsführerin, Der PARITÄTISCHE Gesamtverband - Holger Krimmer, Bundesgeschäftsführer, Deutscher Bibliotheksverband e. V. - Thomas Lindner, Vorsitzender der Geschäftsführung, Frankfurter Allgemeine Zeitung - Thomas Ogilvie, Personalvorstand DHL Group |

### Stifterrat
- Penguin Random House Verlagsgruppe GmbH (stellv. Vors.)
- ALDI SÜD
- Amazon
- AOK
- Arnulf Betzold GmbH
- Bastei Lübbe AG
- Bertelsmann SE & Co. KGaA
- Börsenverein des Deutschen Buchhandels
- Bundesverband Deutscher Zeitungsverleger
- Carlsen Verlag
- Commerzbank-Stiftung
- Cornelsen Verlag
- Deutsche Bahn Stiftung
- Deutsche Post AG
- Deutsche Postcode Lotterie
- Beauftragte der Bundesregierung für Kultur und Medien
- Dieter Schwarz Stiftung
- Die Zeit
- Edel SE
- FISCHER Kinder- und Jugendbuch Verlag GmbH
- Frankfurter Allgemeine Zeitung
- Fröbel e. V.
- Freunde der Stiftung Lesen e. V.
- Freistaat Bayern
- Funke Mediengruppe
- Gemeinnützige Hertie-Stiftung
- Georg von Holtzbrinck GmbH
- Helmut Lingen Verlag
- Hubert Burda Media
- Hugendubel
- Johann Michael Sailer Verlag GmbH & Co. KG
- Land Baden-Württemberg
- Land Hessen
- Land Niedersachsen
- Land Rheinland-Pfalz
- Leipziger Buchmesse
- Loewe Verlag
- MVFP Medienverband der freien Presse
- Ravensburger Buchverlag Otto Maier GmbH
- Rhein-Main-Verkehrsverbund
- Rheinischer Sparkassen- und Giroverband
- RTL Deutschland
- spektrumK
- Springer Nature
- Stadt Mainz
- Stiftung Presse-Haus NRZ
- Stiftung Ravensburger Verlag
- Süddeutscher Verlag GmbH
- Thalia
- UPM GmbH
- Ueberreuter Verlag
- VEMAG Verlags- und Medien AG
- Verband kommunaler Unternehmen e. V.
- Verlag C. H. Beck
- Vogel Communications Group GmbH & Co. KG
- Wort & Bild Verlag

### Stiftungsrat
- Deutscher Städte- und Gemeindebund
- Anne Frank Zentrum e. V.
- Arbeitsgemeinschaft von Jugendbuchverlagen e. V.
- Arbeitskreis für Jugendliteratur e. V.
- BBE Bundesnetzwerk Bürgerschaftliches Engagement
- Berufsverband der Kinder- und Jugendärzte
- Bundesagentur für Arbeit
- Bundeselternrat
- Bundesverband der Friedrich-Bödecker-Kreise e. V.
- Bundesverband der Kita- und Schulfördervereine e. V.
- Bundesverband Großhandel, Außenhandel, Dienstleistungen e. V.
- Bundesverband Leseförderung e. V.
- Bundesverband Netzwerke von Migrantenorganisationen
- DBB Beamtenbund und Tarifunion
- Deutsche Akademie für Kinder- und Jugendliteratur e. V.
- Deutsche Bischofskonferenz
- Deutscher Bibliotheksverband e. V.
- Deutscher Gewerkschaftsbund
- Deutscher Kulturrat
- Deutscher Landkreistag
- Deutscher Olympischer Sportbund
- Deutscher Paritätische Wohlfahrtsverband – Gesamtverband e. V.
- Deutscher Philologenverband
- Deutscher Städtetag
- Deutscher Volkshochschulverband
- Friedrich-Naumann-Stiftung für die Freiheit
- Gewerkschaft Erziehung und Wissenschaft
- Goethe-Institut
- Hanns-Seidel-Stiftung e. V.
- Hans-Böckler-Stiftung
- Hochschulrektorenkonferenz
- Kulturkreis der Deutschen Wirtschaft
- Otto-Brenner-Stiftung
- Rat der Evangelischen Kirche in Deutschland
- Verband Bildung und Erziehung

### Kuratorium
- Vorsitzender: Norbert Himmler, Intendant des ZDF
- stellvertretender Vorsitzender: Andreas Schleicher, Director for the Directorate of Education and Skills der OECD
- Stellvertretender Vorsitzender: Ralph Alexander Lorz, Finanzminister des Landes Hessen
- Sascha Karolin Aulepp, Senatorin für Kinder und Bildung der Freien Hansestadt Bremen
- Katarina Barley, Vizepräsidentin des Europäischen Parlaments
- Nicola Beer, Vizepräsidentin des Europäischen Parlaments
- Maria Böhmer, Präsidentin der Deutschen UNESCO-Kommission
- Kirsten Boie, Kinderbuchautorin
- Parlamentarischer Staatssekretär beim Bundesministerium für Bildung und Forschung, N.N.
- Dorothee Feller, Ministerin für Schule und Bildung des Landes Nordrhein-Westfalen
- Eva Feußner, Bildungsministerin des Landes Sachsen-Anhalt
- Alexander Fürst zu Schaumburg-Lippe
- Karl Graf zu Eltz
- Katharina Günther-Wünsch Senatorin für Bildung, Jugend und Familie in Berlin
- Julia Willie Hamburg, Kultusministerin und stellvertretende Ministerpräsidentin Niedersachsen
- Helmut Holter, Thüringer Minister für Bildung, Jugend und Sport
- Markus Jerger, Bundesgeschäftsführer, Bundesverband mittelständische Wirtschaft, Unternehmerverband Deutschlands e. V.
- Petra Maria Jung, Leiterin des Referats 13 Bildung, Wissenschaft, Gesundheit und Familie, Bundespräsidialamt
- Sibylle Keupen, Oberbürgermeisterin von Aachen
- Joachim Knuth, Intendant des NDR
- Dr. Gerd Landsberg, Ehrengeschäftsführer des Deutschen Städte- und Gemeindebundes
- Florian Langenscheidt, Autor, Verleger und Gesellschafter bei der Langenscheidt-Verlagsgruppe
- Manfred Lautenschläger, Mitglied des Aufsichtsrats der MLP AG und Stifter der Manfred Lautenschläger-Stiftung
- Manfred Lucha, Minister für Soziales und Integration des Landes Baden-Württemberg
- Patrick Meinhardt, Hauptgeschäftsführer des Taxi- und Mietwagenverbands Deutschland und Vorsitzender der Stiftung Deutscher Mittelstand, einer Initiative des BVMW
- Falko Mohrs, Minister für Wissenschaft und Kultur des Landes Niedersachsen
- Simone Oldenburg, Ministerin für Bildung und Kindertagesförderung von Mecklenburg-Vorpommern
- Josephine Ortleb, MdB, Vizepräsidentin des Deutschen Bundestags
- Janina Lin Otto, Stifterin, Regenerative Landwirtin, Podcasterin Unternehmerin
- Aydan Özoğuz, Vizepräsidentin des Deutschen Bundestages
- Christian Piwarz, Sächsischer Staatsminister für Kultus
- Bianca-Amalia Prinzessin von Preußen
- Jochen A. Rotthaus, Senior Advisor, Consultant und Advisory Board Member
- Sarna Röser, Unternehmerin, Aufsichtsrätin, Initiatorin von „Unternehmer in Bewegung (UiB)“ und Bestsellerautorin
- Ulrike Scharf, Staatsministerin im Bayerischen Staatsministerium für Familie, Arbeit und Soziales
- Theresa Schopper, Ministerin für Kultus, Jugend und Sport des Landes Baden-Württemberg
- Ria Schröder, Abgeordnete und Bildungspolitische Sprecherin FDP-Fraktion
- Armin Schwarz, Hessischer Minister für Kultus, Bildung und Chancen
- Kristina Sinemus, Hessische Ministerin für Digitales, Strategie und Entwicklung
- Nina Stahr, Abgeordnete und Bildungspolitische Sprecherin der Fraktion Bündnis 90/Die Grünen
- Christine Streichert-Clivot, Saarländische Ministerin für Bildung und Kultur
- Anabel Ternès von Hattburg, Unternehmerin, Autorin, Sprecherin
- Aminata Touré, Ministerium für Soziales, Jugend, Familie, Senioren, Integration und Gleichstellung in Schleswig-Holstein

Sowie ein Vertreter des Bundespräsidialamtes.
Ehrenkurator: Markus Schächter, ehemaliger Intendant des ZDF

### Wissenschaftliche Beratergruppe
| - Cordula Artelt, Mitglied des wissenschaftlichen Beirats des Deutschen Instituts für internationale pädagogische Forschung, Mitglied der Jahresversammlung und des Netzwerkausschusses des Nationalen Bildungspanels (NEPS) im Leibniz-Institut für Bildungsverläufe an der Universität Bamberg - Silke Borgstedt, Direktorin Sozialforschung Sinus Sociovision Markt- und Sozialforschung GmbH, Heidelberg - Wilfried Bos, Wissenschaftliche Leitung der Internationalen Grundschul-Lese-untersuchung IGLU \| Institut für Schulentwicklungsforschung TU Dortmund - Sabine Feierabend, Verantwortliche für Konzeption und Durchführung der KIM-, JIM und FIM-Studien, Referentin Medienforschung SWF/SWR, Stuttgart - Andreas Gold, Leiter des Fachbereichs Pädagogische Psychologie, Goethe-Universität Frankfurt am Main - Norbert Groeben, Honorarprofessor für Allgemeine und Empirische Literaturwissenschaft an der Universität Mannheim und der Universität Heidelberg - Anke Grotlüschen, Professorin für Erwachsenenbildung, Universität Hamburg, Verantwortliche Leiterin der Level-One-Studie zur Alphabetisierung - Arthur M. Jacobs, Professor für Allgemeine Psychologie, Freie Universität Berlin - Thomas Rauschenbach, Direktor Deutsches Jugendinstitut München, Mitglied im Autorenteam des Nationalen Bildungsberichts - Renate Schulz-Zander, Institut für Schulentwicklungsforschung TU Dortmund, Expertin für Digitale Medien im Bildungsbereich - Rudolf Tippelt, Mitglied im wissenschaftlichen Beirat der Steuerungsgruppe zur Bildungsforschung der KMK und des BMBF, Professor für Allgemeine Pädagogik und Bildungsforschung, LMU München - Renate Valtin, Vorsitzende der europäischen Lesegesellschaften (IDEC) - Renate Zimmer, Direktorin des Niedersächsischen Instituts für frühkindliche Bildung und Entwicklung an der Universität Osnabrück, Expertin für frühkindliche Bildung und Entwicklung Außerhalb der Wissenschaftlichen Beratergruppe steht zur Verfügung: - Klaus Hurrelmann, Public Health and Education, Hertie School of Governance, Berlin. Mitglied der Expertenteams nationaler und internationaler Studie im Bildungs- und Erziehungsbereich, u. a. Shell-Studie. |

### Institut für Lese- und Medienforschung
Die Initiativen und Projekte der Stiftung Lesen werden vom Institut für Lese- und Medienforschung der Stiftung Lesen in Mainz wissenschaftlich begleitet. Das Institut wurde 2006 gegründet und veröffentlicht Publikationen zu selbst entwickelten Forschungsthemen im Bereich der Lese- und Medienforschung.

### Akademie für Leseförderung Niedersachsen
Die Akademie für Leseförderung Niedersachsen ist eine gemeinsame Einrichtung der Stiftung Lesen und des Landes Niedersachsen mit Sitz an der Gottfried Wilhelm Leibniz Bibliothek in Hannover. Seit 2004 widmet sie sich dem Ziel, die regionalen Voraussetzungen für die Förderung der Lesekompetenz und Lesefreude von Kindern und Jugendlichen im Bundesland Niedersachsen zu verbessern. Ihr Veranstaltungs- und Fortbildungsangebot für Erziehende, Lehrkräfte, Bibliothekare und andere Multiplikatoren vermittelt ganzjährig Methoden der Leseförderung. Die Finanzierung der Akademie für Leseförderung erfolgt durch das Niedersächsische Kultusministerium und das Niedersächsische Ministerium für Wissenschaft und Kultur.

### Engagementportal
Das „Engagementportal“ der Stiftung Lesen möchte alle freiwillig Vorlesenden bundesweit in ihrem Engagement unterstützen. Im „Engagementportal“  auf der Website der Stiftung Lesen erhalten alle Akteure sowie die Organisatoren und Betreuer von lokalen und regionalen Vorlese-Initiativen vielfältige Unterstützung zum Beispiel in Form von Informationen, Lese-Empfehlungen, Schulungsmaterialien und Kontaktadressen. Ziel ist es, freiwillig Vorlesende zu aktivieren, zu qualifizieren und sie damit in ihrem Engagement zu stärken.

### Schulportal
Das Schulportal der Stiftung Lesen stellt seinen Nutzerinnen und Nutzer für ihre Leseförderungsarbeit kostenlos fächerübergreifende Unterrichtsmaterialien, methodisch-didaktische Anleitungen sowie Informationen zu den Projekten und Programmen der Stiftung Lesen zur Verfügung. Das Schulportal hat inzwischen bundesweit rund 53.000 Nutzerinnen und Nutzer und verfügt über ein breites Netzwerk aus Multiplikatoren der Leseförderung.

### Lesebotschafter
Die Lesebotschafter der Stiftung Lesen sind prominente Persönlichkeiten aus Politik, Sport, Medien, Kultur und Sport, die Initiativen und Ziele der Stiftung Lesen öffentlich und längerfristig unterstützen.

## Preise

### Dietrich Oppenberg-Medienpreis
Der Dietrich Oppenberg-Medienpreis wird seit 2001 von der Stiftung Lesen und der Stiftung Presse-Haus NRZ vergeben. Ausgezeichnet werden Beiträge, die sich mit den sich ändernden Rahmenbedingungen in der modernen Informations- und Wissensgesellschaft auseinandersetzen und dem Lesen im öffentlichen Bewusstsein Raum geben.

### Deutscher Lesepreis
Gemeinsam mit der Commerzbank-Stiftung vergibt die Stiftung Lesen seit 2013 den Deutschen Lesepreis. Dieser zeichnet individuelle Leistungen und Projekte im Bereich der Leseförderungsmaßnahmen aus, die dazu beitragen, „eine Kultur des Lesens zu erhalten und zu fördern“. Der Deutsche Lesepreis wird in sechs Kategorien vergeben:
- Herausragendes individuelles Engagement in der Leseförderung. Gefördert von der PwC-Stiftung. 3 Preise, Gesamtdotierung 4500 Euro
- Herausragendes kommunales Engagement in der Leseförderung. Gefördert vom Deutschen Städtetag und der Deutschen Fernsehlotterie. 3 Preise, Gesamtdotierung 4500 Euro
- Herausragende Sprach- und Leseförderung in Kitas. Gefördert von FRÖBEL e. V. 3 Preise, Gesamtdotierung 4500 Euro
- Herausragende Leseförderung an Schulen. Gefördert von der Arnulf Betzold GmbH. 3 Preise, Gesamtdotierung 4500 Euro
- Herausragende Leseförderung mit digitalen Medien. Gefördert von der Staatsministerin für Kultur und Medien. 3 Preise Gesamtdotierung 4500 Euro
- Sonderpreis der Commerzbank-Stiftung für prominentes Engagement. Dotierung 2.500 Euro

### Leipziger Lesekompass
Dieser Preis wird seit 2012 gemeinsam mit der Leipziger Buchmesse verliehen. Mit ihm werden Bücher und andere Medien prämiert, die Lesespaß mit einem lesefördernden Ansatz verbinden. Ausgewählt werden sie von einer Jury aus unabhängigen Fachleuten der Bereiche Kita, Schule, Bibliothek und Buchhandel, aber auch jugendlichen Lesern und Bloggern. Der Preis wird an je zehn Werke in drei Kategorien vergeben:
- für Kinder von zwei bis sechs Jahren
- für Kinder von sechs bis zehn Jahren
- für Kinder von zehn bis 14 Jahren[17]

## Kritik
Der deutsche Philologenverband warf der Stiftung 2011 vor, es Firmen zu ermöglichen, mit als Unterrichtsmaterial getarnter Werbung gezielt Image- und Lobbyarbeit zu betreiben.
Der Deutsche Rat für Public Relations (DRPR) entschied nach Prüfung der Vorwürfe kein Verfahren gegen die Stiftung Lesen und die beteiligten Unternehmen einzuleiten, da die betroffenen Unterrichtsmaterialien nicht als Schleichwerbung einzuordnen seien.